# IPad (2018)
El iPad (oficialmente iPad de sexta generación) es una tableta de 9.7 pulgadas (25 cm) diseñada, desarrollada y comercializada por Apple Inc. Fue anunciada el 27 de marzo de 2018, durante un evento centrado en la educación en Lane Tech High School en Chicago y es el sucesor del modelo 2017, actualizado con Apple A10 Fusion SoC y soporte para stylus como Apple Pencil. El iPad también se comercializa para educadores y escuelas.
Desde su introducción, este modelo de iPad ha sido utilizado por los empleados de Apple Retail en el Genius Bar y por otros empleados para ayudar con las consultas de los clientes. Desde septiembre de 2019, el iPad mini 5 ha reemplazado lentamente este modelo.

## Especificaciones
El iPad se lanzó con iOS 11.3 y tenía el conjunto de aplicaciones iWork preinstalado e incluía soporte para lápiz óptico Apple Pencil.
El hardware del iPad es casi idéntico a la generación anterior , a excepción de algunas actualizaciones, como Apple Pencil y soporte de lápiz y un procesador actualizado, el Apple A10 Fusion. Está disponible en tres colores: plateado, gris espacial y un nuevo color dorado para que coincida con el color actualizado introducido con el iPhone 8. El iPad tiene 2 gigabytes de RAM. Tiene un grosor de 7,5 mm.  El iPad está disponible en opciones de almacenamiento de 32 y 128 GB.  A diferencia del iPad Pro, el iPad no cuenta con una pantalla laminada.

## Recepción
El iPad 2018 recibió críticas generalmente positivas. Gareth Beavis de TechRadar elogió la adición del Apple Pencil y el potente chip A10, pero señaló que era tan costoso como el iPad de la generación anterior.  Scott Stein de CNET también elogió la incorporación de soporte para Apple Pencil y la actualización al chip A10, pero lo criticó por carecer del Smart Connector y por no tener la misma tecnología de visualización que el iPad Pro , escribiendo "el 2018 El iPad básico no agrega mucho, pero hace que una tableta ya excelente sea una mejor compra que nunca ".